# Hans Koller (Musiker, 1970)
Hans Koller (* 10. November 1970 in Landshut) ist ein deutscher Jazzpianist und -komponist, der in England lebt und im Bereich des Modern Creative Jazz hervorgetreten ist.

## Leben und Wirken
Koller wuchs in einer musikalischen Pastorenfamilie auf; seine Mutter ist Musiklehrerin und auch alle seine Schwestern spielen Instrumente. Als Jugendlicher besuchte er Sommerschulen, die Brian Abrahams District Six in Ingolstadt abhielt. 1991 ging er zum Studium nach England und absolvierte an der Middlesex University ein Magisterstudium in Komposition und dann an der School of Oriental and African Studies ein weiteres Studium in Musikethnologie. Er spielte in den Gruppen von Stan Sulzmann und von Chris Batchelor, bevor er seine eigene Band Neverland (mit Bassist Dave Whitford, Saxophonist Rob Townsend und Schlagzeuger Stuart Laurence) gründete. Für sein Debütalbum Magic Mountain (1997) erweiterte er diese Formation zum Nonett. 
Bereits dieses erste Album brachte Koller den Ruf als einer der neuen Jazzkomponisten Großbritanniens ein, den er in den nächsten Jahren weiter ausbauen konnte. Das Folgealbum Lovers and Strangers (2001) entstand mit der Harfenistin Helen Tunstall, der Sängerin Christine Tobin und der Perkussionistin Corrina Sylvester. Kritiker John Fordham verglich das Album New Memories (2002) mit den Werken der Loose Tubes. In den nächsten Jahren arbeitete er sowohl mit Steve Lacy (London Ear) und Evan Parker als auch mit Kenny Wheeler, Bob Brookmeyer, Gerd Dudek (Day and Night, 2012) und Phil Woods. Auch schrieb er für die NDR-Bigband (Scenic Routes) ebenso wie für die BBC Big Band, für die WDR Big Band Köln und die hr-Bigband.
Als Pianist ist er zudem in unterschiedlichen Gruppen von Michael Gibbs zu hören (und war 2007 mit diesem sowie mit Steve Swallow, Bill Frisell und Adam Nussbaum auf Tournee). Weiterhin begleitet er mit seinem Trio Gerd Dudek (Day & Night, 2012).
Koller gehört dem Lehrkörper des Birmingham Conservatoire an und lehrt dort Komposition, Arrangement, Repertoire und Geschichte des Jazz.

## Preise und Auszeichnungen
Koller gewann im Jahr 2000 den JOEY-Preis für Komponisten und erhielt mehrere Kompositionsaufträge von Birmingham Jazz und dem Freden International Music Festival.

## Diskographische Hinweise
- Hans Koller mit Bill Frisell Cry, Want (Psi Records 2009, mit Percy Pursglove, Robbie Robson, Jim Rattigan, Mark Nightingale, Sarah Williams, Finn Peters, Robin Fincker, Evan Parker, Dave Whitford, Jeff Williams)

## Lexikalische Einträge
- Ian Carr u. a. Jazz Rough Guide London 2004 (3. Auflage)